# Монжова проекция
Монжовата проекция в дескриптивната геометрия е вариант на ортогоналната проекция. По метода на Монж, проекционният апарат се състои от три взаимно перпендикулярни равнини π1, π2 и π3. Равнината π1 се избира хоризонтално и се нарича първа проекционна равнина. Равнината π2 се избира вертикална фронтално. Тя се нарича втора проекционна равнина и е перпендикулярна на равнината π1. Третата равнина π3 е взаимно перпендикулярна на останалите две и съответно се разполага профилно. Тя се нарича трета проекционна равнина. Пресечните линии на равнините се наричат координатни оси. Точката на пресичане на осите се обозначава с буквата О, което идва от първата буква на латинското origo, означаващо начало. Равнините разделят Евклидовото пространство на т.нар. октанти.
Този метод разглежда изобразяване на точка, права и равнина:

## Изобразяване на проекции

### Изобразяване на точка в проекции
При изобразяване на точка проекционният апарат се състои от две взаимно перпендикулярни равнини, съответно с наименования първа и втора проекционна равнина. Тези 2 равнини са охарактеризирани с една дясна ортонормирана координатна система Oxyz, като координатната ос Ox е върху пресечната точка на 2-те равнини.
Правоъгълните проекции на една точка A върху 2-те равнини означаваме съответно с A1 и A2  (фиг. 1).
Равнината АА1А2 е перпендикулярна на двете равнини, а следователно и на оста Ox и я пресича в една точка Ах . Съответно перпендикулярните от A1 и A2 към оста Ох се пресичат в точка Ox. И
обратното важи. Ако 2-те точки, съответно от двете равнини се пресичат в точка  Ox , то тези две точки определят точно една точка в пространството, така че ортогоналните и проекции да са дадените две точки.

### Изобразяване на права в проекции
Монжовата проекция на права р изобразяваме с двете и проекции р1 и р2 върху две проекционни равнини (Фиг. 2). Прободите на правата р с тези равнини наричаме стъпки на правата. Когато правата р е в специално положение спрямо проекционните равнини нейните проекции също са в специално положение в чертожната равнина. Частни положения на права:
а) ако една права е успоредна на първата равнина, и е в общо положение спрямо втората, тогава точките на правата имат равни апликати и съответно втората проекция на правата е успоредна на оста Ох. Първата проекция на правата е в общо положение с тази ос. Всяка такава права наричаме хоризонтална. Те имат само втора стъпка.
б) ако правата е успоредна на едната равнина, но е в общо положение с втората.
Тогава точките на успоредната равнина имат равни ординати и следователно първата проекция на правата е успоредна на оста Ох. Втората проекция на правата е в общо положение относно Ох. Такива прави наричаме фронтални и те имат 1-ва стъпка.
в) ако правата е успоредна на оста Ох, тогава правата е успоредна и на двете равнини и от това следва че и двете проекции на правата са успоредни на оста Ох.
г) ако правата е перпендикулярна на едната равнина, тогава първата и проекция е точка, а втората е перпендикулярна на оста Ох, като първата проекция принадлежи на втората (фиг. 3а).
д) ако права d1 е перпендикулярна на оста х и е под ъгъл 45°спрямо двете равнини. Тогава проекциите на точки А и Б ше лежат на равни разстояния от следата х (фиг. 3б).
e) ако една права А е перпендикулярна на друга С, но едната не е перпендикулярна на нито една от двете равнини, то тогава проектиращите равнини на А съвпадат и са перпендикулярни на оста Ох.
Следователно А1 и А2 съвпадат и са перпендикулярни на оста Ох. Тази права не може да се определи с проекциите и, затова е нужно да познаваме две нейни точки. Права от този вид наричаме профилна.

### Изобразяване на равнина в проекции
Права, която е пресечница на една равнина с проекционна равнина, наричаме диря на тази равнина. Ако една равнина е в общо положение, в Монжовата проекция обикновено я изобразяваме с нейните дири, в частност има две дири първа и втора. Частни положения на равнина:
а) Ако една равнина е перпендикулярна на друга и тази равнина е в общо положение спрямо трета, то тогава първата диря е перпендикулярна на оста Ох, а втората е в общо положение и съвпада с първата проекция на първата равнина.
б) Ако една равнина е успоредна на друга, то тогава тази равнина е перпендиукялрна на трета и първата диря е успоредна на оста Ох, като при това
втората диря съвпада с втората проекция на тази равнина. Такава равнина няма първа диря.
в) Ако една равнина е успоредна на оста Ох, то тогава първата диря е успоредна на втората диря и на оста Ох.

## Взаимни положения на точка права и равнина

### Точка и права
Точката А лежи на правата а тогава и само тогава, когато проекциите на точката А лежат на съответните проекции на равнината а.

### Две прави
а) Ако две прави съвпадат, то съответните им проекции също съвпадат, ако съответните проекции на две прави съвпадат, то тези прави съвпадат.
б) Нека правите а и b се пресичат в точка Р. Тогава първата проекция на точката Р лежи в първите проекции на правите а и b. Аналогично е и за втората проекция на Р. Правите а и b се пресичат и са в общо положение спрямо проекционните равнини.
в) ако две прави са успоредни, то съответните им проекции също са успоредни или съвпадат. правите а и b са успоредни и са в общо положение спрямо проекционните равнини.
г) Ако две прави са кръстосани, те не попадат в никой от горните случаи. С други думи, ако например първите проекции на а и b се пресичат в първата проекция на точката Р и втората проекция на тази точка лежи на втората проекция на правата b, тогава втората проекция на точката не лежи върху втората проекция на b.

### Точка и равнина
Една точка лежи в дадена равнина, ако лежи на права от равнината. За намиране проекциите на точка, най-често ще използваме главните прави на равнината. За целта построяваме главна права h през точка А. h1 минава през А1 и h1 е успоредна на проекцията на друга права m1. Определяме първия образ на втората стъпка на правата h, а после и втората стъпка в правата n

### Две равнини
а) Ако две равнини съвпадат, то всяка права от едната лежи в другата. Обратно, ако две пресичащи се прави от една равнина лежат в друга равнина, то двете равнини съвпадат. в частност две равнини съвпадат, ако съответните им дири съвпадат.
б) От стереометрията е известно, че правите, в които една равнина пресича две успоредни равнини, са успоредни. Оттук следва че съответните дири на две успоредни равнини са успоредни помежду си.
в) Нека две равнини,m и n се пресичат. За да намирането на пресечницата им са достатъчни две нейни точки. Всяка от тези точки търсим като пресечна точка на две пресичащи се прави, едната от които е от първата равнина, а другата е от втората.

### Пробод на права с равнина
За да намерим пробода Р на правата а с равнина m, вземаме помощна равнина n, съдържаща правата а. Намираме пресечницата s на m и n. Тогава пробода е равен на пресичането между правата а и пресечницата s.

### Перпендикулярност между права и равнина
Както знаем, когато правата е перпендикулярна на равнина, тя е перпендикулярна на всяка права от равнината. В частност, ако правата а е перпендикулярна на равнината m, тя е перпендикулярна на дирите на m. Оттук следва, че проекциите на р са перпендикулярни на съответните дири на m: а1 е перпендикулярна на n1 и a2 е перпендикулярна на n2. Обратно, ако дирите на равнината са различни и не са успоредни, то от това че проекциите на а и n са перпендикулярни следва че правата а е перпендикулярна на m.

## Основни метрични задачи

### Дължина на отсечка
Ако една отсечка е успоредна на проекционната равнина, то образът и в тази равнина ще е конгруентна с нея отсечка. В общия случай проекцията на отсечка ще е отсечка с по-малка дължина от дадената.
Нека е дадена отсечка AB. За намирането на истинската и дължина, е нужно да завъртим правоъгълния трапец АА1B1B около AB, докато съвпадне с трапец AA1B1B в равнина. Тогава отсечката *АB* има същата дължина както дадената отсечка AB. Да забележим, че с намирането на този трапец, ние намираме ъгъла *фи, който правата AB сключва с равнината.

### Разстояние от точка до равнина
Разстоянието от точка до равнина можем да намерим като първо през точката построим права, перпендикулярна на равнината, след като намираме разстоянието от точката до пробата на правата с равнината.

### Разстояние от точка до права
Разстоянието от точка до права намираме, като първо построим равнина през точката, перпендикулярна на правата, а след това намираме разстоянието от точката до пробата на правата с равнината.

## Помощни проекционни равнини
Решаването на някои задачи се улеснява значително, ако дадените отсечки, прави, ъгли, равнини са в специално положение спрямо проекционните равнини. Например:
Ако права е успоредна на едната проекционна равнина, то отсечките от правата се проектират в таи проекционна равнина в равни на тях отсечки. Ъгълът, който правата сключва с другата проекционна равнина също се проектира в равен на него ъгъл.
Ако права е перпендикулярна на проекционна равнина, тя е успоредна на другата проекционна равнина, като при това едната и проекция е точка.
Ако равнина m е успоредна на проекционна равнина, то фигурите от m са еднакви със съответните си проекции.
Ако равнината m е перпендикулярна на n, то първата проекция на m е права. Ъгълът между тази права и оста Ох е равен на ъгъла между m и k. Непосредствено се намира разстоянието от дадена от дадена точка до m – то е равно на разстоянието от първата проекция на точката до първата проекция на m. Директно се намира и прободът на правата m.
Всичко това показва, че е удобно даден обект да е в специално положение спрямо проекционните равнини. Поради това при решаването на някои задачи избираме нова проекционна равнина, която да е в някое от изброените по-горе частни положения с дадена права или равнина. Освен това винаги избираме новата равнина да е перпендикулярна на n или на k.